# Болльнес
Болльнес (швед. Bollnäs) — місто в Швеції, що знаходиться в лені Євлеборґ. Центр комуни Болльнес. Населення 12,8 тис. жителів (2010 рік).

## Історія

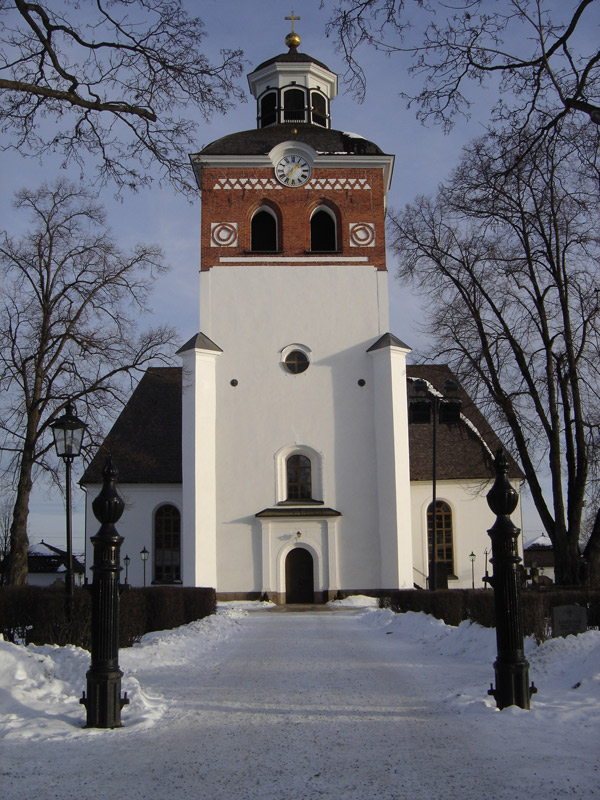
Церква міста Болльнес

Місто є досить старим населеним пунктом. На його території є залишки поселення залізної доби, фундаменти будівель II—IV століть. Міська церква була закладена на початку XIV століття, відкриття відбулося в 1468 році. Пізніше церква добудовувалася.
Перша згадка про місто сягає 1312 року. Чернець Інгемунд назвав місто Baldenaes (в перекладі Великий Перешийок). Довгий час місто називалося Bro By (в перекладі Сільський Міст).
У 1878 році була побудована залізнична станція, місто стало важливим залізничним вузлом. Але пізніше, до початку 1990 років, залізнична станція втратила своє значення і була закрита.
У 1942 році Болльнес отримав статус міста.

## Спорт
Місто широко відоме завдяки клубу з хокею з м'ячем «Болльнес».